# 프레드 보겔
프레드 보겔(Fred Vogel, 1976년 4월 18일 ~ )은 미국의 메이크업 아티스트, 영화 감독, 배우, 각본가, 영상 편집자, 촬영 감독이다.

## 영화
- 머더 셋 피시즈 (2004년)
- 위대한 실험 (2003년)